# Lipnica
Lipnica je naselje v Občini Radovljica, del krajevne skupnosti Srednja Dobrava.